# Alcide Nunez

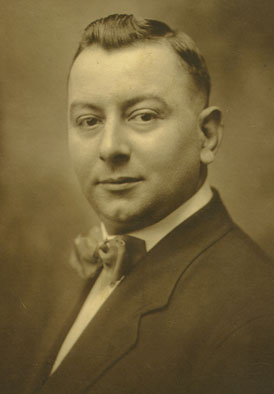
Alcide Nunez

Alcide „Yellow“ Nunez, auch Alcide Nuñez, Yellow Nunez oder Al Nunez (* 17. März 1884 St. Bernard Parish, Louisiana; † 2. September 1934 New Orleans), war ein US-amerikanischer Jazz-Klarinettist des New Orleans Jazz.

## Leben und Wirken
Nunez wurde in einem Ort im Mississippi-Delta geboren, das zum Siedlungsgebiet der „Isleños“ gehört (so nannten die Spanier die Einwohner der Kanarischen Inseln), den spanischen „Cajuns“, zu denen auch Nunez gehörte. Als er noch ein Kind war, zog die Familie nach New Orleans. Nunez spielte zuerst Gitarre, wechselte aber 1902 zur Klarinette. Bald gehörte er zu den führenden „hot“ Klarinettisten der Stadt und spielte mit „Papa Jack Laine’s Reliance Brass Band“, dem Posaunisten Tom Brown (1888–1958) („Tom Brown’s Band from Dixieland“) und in eigenen Bands. 1916 zog er mit „Stein’s Dixie Jass Band“ nach Chicago, war dort Gründungsmitglied der „Original Dixieland Jass Band“ und spielte, nachdem er 1916 aus dieser wegen Trinkens gefeuert wurde, mit Vaudeville-Bands und in der Band von Bert Kelly. 1917 kam es zu einem Streit vor Gericht mit Nick LaRocca, dem Leiter der Original Dixieland Jass Band. Nunez hatte aus Rache für die Entlassung auf einen ihrer großen Hits („Livery Stable Blues“) ein Copyright angemeldet. Vor Gericht antwortete Nunez auf die vollmundigen Selbstpreisungen von LaRocca, der sich „Kolumbus des Jazz“ nannte, mit einem lakonischen „Blues is blues“. Schließlich bekam keiner von beiden das Copyright. 1918 ging Nunez wieder nach New Orleans und trat dort den „Louisiana Five“ des Schlagzeugers Anton Lada bei. Mit dieser Band ging er 1919 nach New York, sie war damals sehr populär und machte Aufnahmen bis 1920. Ab 1922 spielte er in der Hausband im damals angesagten Nachtclub „Kelly’s Stables“ in Chicago. Nachdem er dort durch Johnny Dodds ersetzt wurde, kehrte er 1927 nach New Orleans zurück, wo er bei der Polizei tätig war und in der „New Orleans Police Band“ spielte.
Sein Urenkel Robert Nunez spielt Tuba beim Louisiana Philharmonic in New Orleans.